# 京都府道322号上狛停車場線
京都府道322号上狛停車場線（きょうとふどう322ごう かみこまていしゃじょうせん）は、京都府木津川市を通る一般府道である。

## 概要
木津川市山城町上狛のJR西日本奈良線 上狛駅前から国道24号交点に至る。
木津川市山城町の玄関口の府道で、市役所支所が近くに置かれている。

### 路線データ
- 起点：木津川市山城町上狛（JR西日本奈良線 上狛駅前）
- 終点：木津川市山城町上狛（上狛交差点、国道24号交点）

## 地理

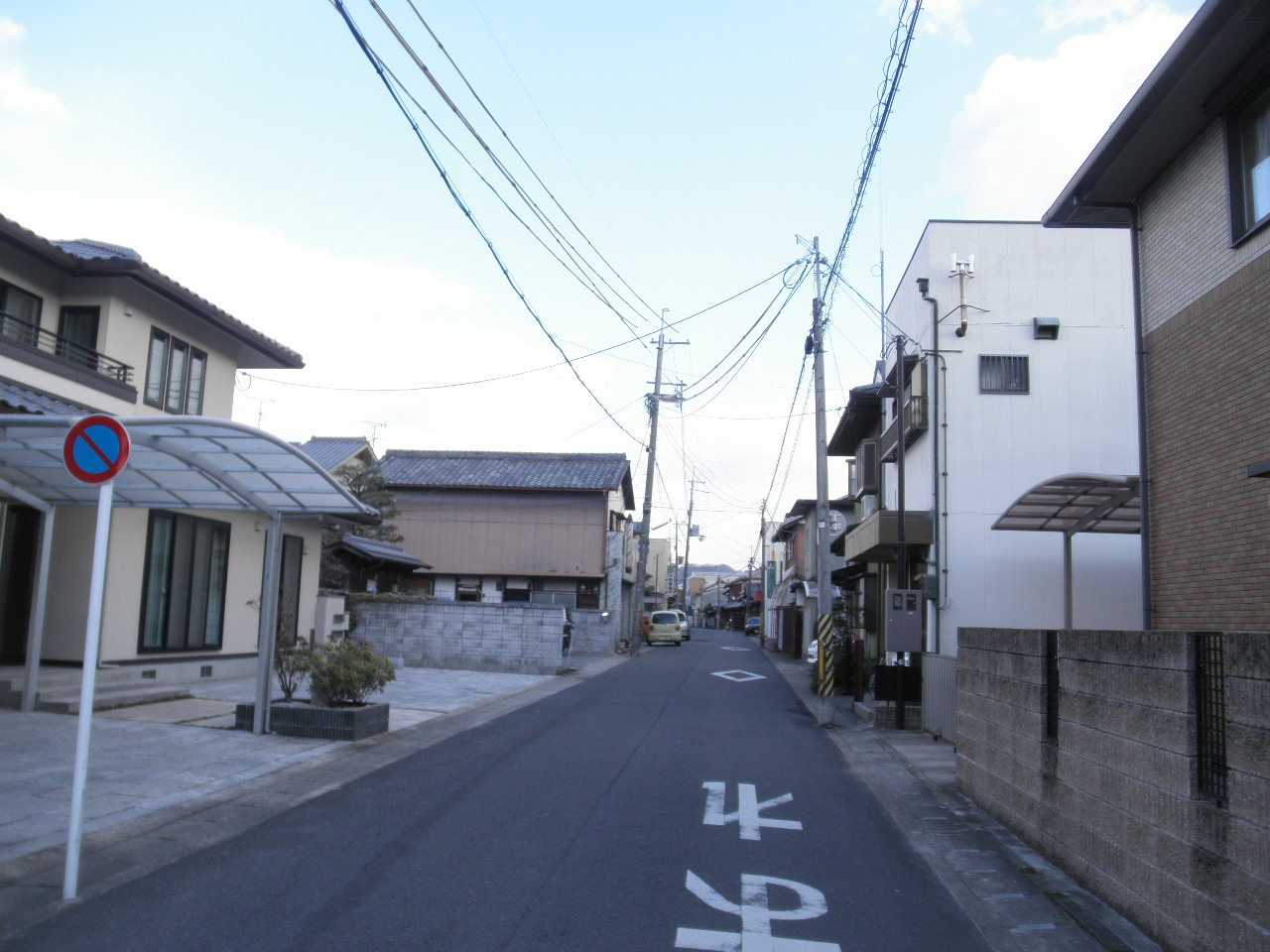
木津川市山城町上狛字巽町

### 通過する自治体
- 木津川市

### 交差する道路
| 交差する道路 | 交差する場所 | 交差する場所      |
| ------------ | ------------ | ----------------- |
| 国道24号     | 山城町上狛   | 上狛交差点 / 終点 |

### 沿線
- JR西日本奈良線 上狛駅
- 延命院
- 木津川市役所 山城支所（旧・山城町役場）
- 山城町郵便局